# Codex Leningradensis

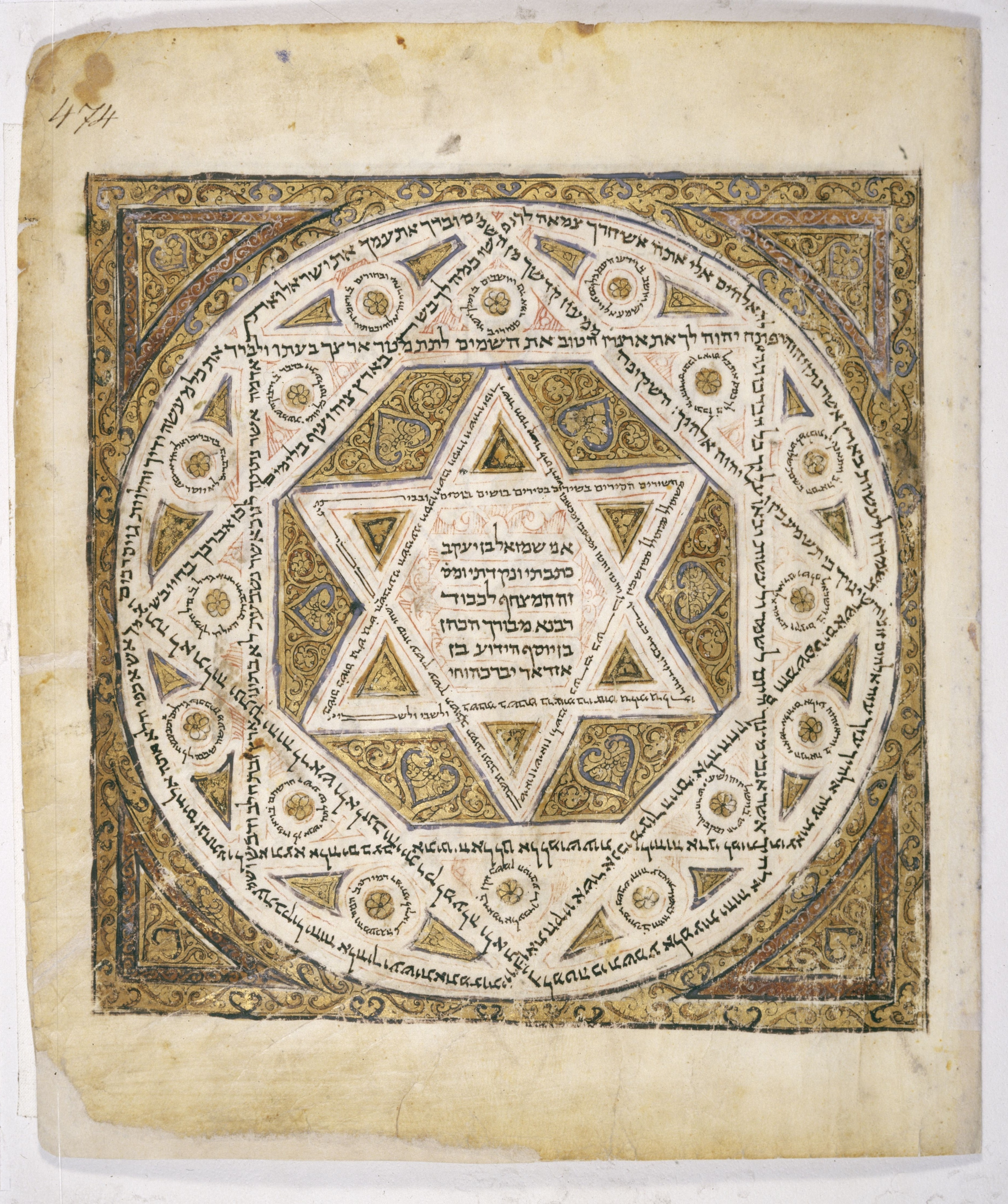
Der Codex Leningradensis. Schmuckseite mit Angaben über den Schreiber (im Davidstern)

Der Codex Petropolitanus B19a oder Codex Leningradensis (L) ist die älteste bekannte vollständige und datierte Handschrift der Hebräischen Bibel. Sie wurde 1008 (oder 1009) geschrieben und befindet sich in der Russischen Nationalbibliothek in Sankt Petersburg (zeitweise Leningrad), mit der Bibliothekssignatur ЕВР I B 19A. Der Codex L ist eines der besten Beispiele für den masoretischen Text.

## Entstehung und Datierung
Die Handschrift wurde von Samuel ben Jakob (Schmuel ben Jaakob) in „der Stadt Ägyptens“, also wohl Alt-Kairo, angefertigt. Das ist dem ersten Kolophon, vor Beginn der Genesis, zu entnehmen. Ebendort datiert der Schreiber die Vollendung seiner Handschrift gleich fünffach: Auf den Monat Siwan im Jahr der Schöpfung 4770, auf das Jahr 1444 nach der Verbannung des Königs Jojachin, das Jahr 1319 der „griechischen Herrschaft“ (d. h., der 311 v.  beginnenden seleukidischen Ära), das Jahr 940 der Zerstörung des zweiten Tempels und das Jahr 399 des „kleinen Horns“ (vgl. Dan 7,8 ; gemeint ist die Hedschra). Die Angaben passen leider nicht genau zusammen. Der Siwan 4770 würde auf Mai–Juni 1010 n. Chr. weisen, das Jahr 1319 der seleukidischen Ära aber auf 1008, das islamische Jahr 399 auf eine Zeitspanne vom 5. September 1008 bis zum 24. August 1009 n. Chr.
In der Sekundärliteratur finden sich deshalb für das Entstehungsjahr verschiedene Angaben. Wer der Rechnung nach der seleukidischen Ära am ehesten traut, gibt das Jahr 1008 an. Andere vermuten, dass die Angabe der muslimischen Ära wahrscheinlich korrekt gewesen sei, weil der Schreiber in einem muslimischen Land lebte. Sie plädieren für 1009 als Entstehungsjahr. Das späteste mögliche Datum, 1010, ergibt sich, wenn man der zuerst genannten Angabe nach der üblichen jüdischen Zeitrechnung folgt.
Trotz dieser kleinen Unsicherheit bleibt die Handschrift L in jedem Falle die älteste datierte Handschrift der vollständigen hebräischen Bibel. Der Codex von Aleppo und die Handschrift Sassoon 1053 sind zwar älter als L (10. Jahrhundert) und umfassten ursprünglich ebenfalls alle 24 Bücher der Hebräischen Bibel, aber sie enthalten keine Datierung. Andere datierte Bibelhandschriften, wie der Codex Babylonicus Petropolitanus (ЕВР I B 3) aus dem Jahr 916, der die hinteren Propheten enthält, und die ebenfalls in St. Petersburg befindliche Pentateuchhandschrift des Salomo ben Buya'a aus dem Jahr 930 (ЕВР II B 17), sind zwar älter und datiert, aber sie haben nie die ganze Hebräische Bibel enthalten.
Die Handschrift enthält weitere Kolophone, einige davon auf besonders prächtig gestalteten Schmuckseiten, die möglicherweise einmal am Anfang der Handschrift eingebunden waren, nun aber am Ende der Handschrift zu finden sind. Einer enthält ein vierstrophiges Gedicht, dessen 15 Zeilen mit den Anfangsbuchstaben von „Samuel ben Jakob, der Schreiber“ (שמואל בן יעקב הספר) beginnen.
Ein anderer Kolophon enthält die Angabe, dass Samuel ben Jakob seiner Handschrift die „korrigierten Bücher“ des „gelehrten Aaron ben Mosche ben Ascher, der im Garten Eden ruhen möge“ zugrunde gelegt hat. Diese Notiz ist von doppelter Bedeutung. Zum einen, weil sie die biographische Information enthält, dass Aaron ben Ascher bereits gestorben war, als Samuel ben Jakob diese Seite schrieb, und zum anderen, weil sie wesentlich zum Ansehen des Codex L in der Neuzeit beitrug. So schreibt Rudolf Kittel 1929 in seinem Vorwort zur dritten Auflage seiner Biblia Hebraica: „So wird denn in dieser Ausgabe an Stelle des Textes des ben Chaijim oder irgendeines anderen auf Handschriften des 13. und 14. Jahrhunderts n. Chr. ruhenden Masoretentextes erstmals der um Jahrhunderte ältere Text des ben Ascher in der Gestalt, in der ihn die Handschrift L gibt, dargeboten.“

## Das weitere Schicksal der Handschrift
Der Auftraggeber und wahrscheinlich erste Besitzer der Handschrift L ist laut mehreren Kolophonen ein Mevorach ben Josef haKohen (der Priester), über den ansonsten nichts bekannt ist. Jüngere Vermerke in der Handschrift geben darüber Auskunft, dass sie im 16. Jahrhundert nach Damaskus verkauft worden ist. Der Karäer Abraham Firkowitsch hat die Handschrift schließlich auf einer seiner Orientreisen erworben. Sie befand sich seit 1839 zunächst in Odessa. Dort konnte sie Ephraim Moses Pinner 1845 begutachten; seine Beschreibung im Anhang zu einem Katalog der Odessaer Sammlung machte erstmals die breite wissenschaftliche Öffentlichkeit auf die Handschrift aufmerksam. Im Rahmen des Ankaufs der Sammlung Firkowitsch durch den russischen Zaren gelangte die Handschrift 1863 in die Kaiserliche öffentliche Bibliothek von St. Petersburg. Dort bekam sie, in der ersten Abteilung für hebräische Handschriften, die Signatur B 19A. Die ausführliche Beschreibung im von Abraham Harkavy und Hermann Leberecht Strack herausgegebenen Katalog der Petersburger hebräischen Bibelhandschriften legt erstmals besonderes Augenmerk auf die masoretischen Listen im Anhang des Codex.

## Bezeichnungen
Nach ihrem Aufbewahrungsort Sankt Petersburg wurde die Handschrift nach 1863 zunächst meist als Codex Petropolitanus bezeichnet. Um sie von den zahlreichen anderen wertvollen Petersburger Bibelhandschriften unterscheiden zu können, musste man aber die Signatur oder das Entstehungsjahr hinzufügen. Für Teile der Masora, insbesondere die Dikduke haTeamim, war die Handschrift allerdings konkurrenzlos. Hier wurde deshalb einfach das Kürzel „P.“ verwendet. Nach der Umbenennung der Stadt lautete die korrekte Bezeichnung später Codex Leningradensis B 19A, oder kurz Codex L. Im Vorwort der von 1929 an erscheinenden dritten Auflage der BHK, die erstmals den Text dieser Handschrift zur Grundlage einer Bibelausgabe machte, ist meist von L oder der Handschrift L die Rede.
Das Kürzel „L“ wurde später auch in der BHS sowie in der Hebrew University Bible verwendet und wird, obwohl die Stadt seit 1991 wieder Sankt Petersburg heißt, auch in der BHQ aus konventionellen Gründen beibehalten (Siglum hier: „ML“).
Seit 1991 wird die Handschrift auch wieder Codex Petropolitanus genannt, was aber ohne die Signatur leicht zur Verwechslung mit der ebenso bezeichneten hebräischen Handschrift von 916 mit dem Text der hinteren Propheten, Signatur Heb. B 3, und anderen Petersburger Handschriften führen kann. Daneben gab und gibt es auch die Bezeichnung als Handschrift Firkowitsch. Da aber alle wichtigen Petersburger hebräischen Bibelhandschriften aus den Sammlungen von Abraham Firkowitsch stammen und auch zur Leningrader Bibliothek gehört haben, ist jede dieser Bezeichnungen erklärungsbedürftig. Die korrekte vollständige Bezeichnung der Handschrift kann heute nur lauten: Ms. ЕВР I B 19A der Russischen Nationalbibliothek, St. Petersburg.

## Inhalt
Der Codex Leningradensis umfasst alle Bücher der Hebräischen Bibel in einer Reihenfolge, die im Allgemeinen den gedruckten jüdischen Bibelausgaben (Tanach) entspricht. Allerdings steht im Codex L (ebenso wie im Codex von Aleppo, dem Musterkodex des Aaron ben Mosche ben Ascher) die Chronik nicht am Ende, sondern am Beginn der Schriften (Ketuvim). Der Text ist in drei Kolumnen eingeteilt, in einigen poetischen Büchern (Psalter, Hiob, Proverbia) in zwei Kolumnen. An den rechten und linken Seitenrändern sowie zwischen den Kolumnen befindet sich die Masora Parva, die vorwiegend wortstatistische Informationen enthält. An den oberen und unteren Seitenrändern befinden sich die Listen der Masora Magna. Zwischen den Kanonteilen sowie am Ende der Handschrift findet sich umfangreiches weiteres masoretisches Material, einschließlich 16 dekorierter Seiten.

## Bedeutung
Trotz zahlreicher hebräischer Handschriften und Fragmente seit dem 3. Jahrhundert v. Chr. (vgl. Liste der Bibelhandschriften vom Toten Meer) ist der Codex Leningradensis die älteste bekannte vollständige und durch Kolophone datierte Handschrift der hebräischen Bibel. Darüber hinaus enthält der Kodex reiches masoretisches Material und ist eine der besten Quellen für die Aaron ben Ascher zugeschriebenen grammatischen Traktate Dikduke HaTeamim.
Zusammen mit einigen anderen unvollständigen Handschriften dient er bis heute als wichtigste Grundlage für mehrere gedruckte Ausgaben hebräischer Bibeln. Der Grund dafür liegt nicht zuletzt darin, dass es sich hier (seit dem teilweisen Verlust des Codex von Aleppo) um das älteste vollständig erhaltene und datierte Manuskript handelt, welches den Masoretischen Text in der Tradition der Masoreten-Familie Ben Ascher, die im 9./10. Jahrhundert in Tiberias wirkte, enthält. Sie ist eine gute, wenn auch nicht die beste Bezeugung des Ben-Ascher-Textes und stellt die Grundlage mehrerer heute in der Wissenschaft gängiger hebräischer Bibelausgaben, wie der Biblia Hebraica Stuttgartensia und der im Erscheinen begriffenen Biblia Hebraica Quinta, dar.

## Westminster Leningrad Codex
Westminster Leningrad Codex (WLC) ist der Name einer digitalen Edition des Codex Leningradensis. Es geht dabei nicht um das Aussehen der Handschrift, sondern um ihren genauen Inhalt. Der WLC ist im Web frei verfügbar, zum Teil mit Werkzeugen zur Suche, für Konkordanzen oder zur morphologischen Analyse. Heute wird eine Codierung in Unicode verwendet.
Da der Codex L der gedruckten Biblia Hebraica Stuttgartensia (BHS) zugrunde liegt, ging man von dieser aus, um zu einem maschinenverarbeitbaren Text zu gelangen. In den 1980er Jahren wurde die BHS unter der Leitung von H. Van Dyke Parunak (University of Michigan) und Richard E. Whitaker (Claremont Graduate University, Kalifornien) auf Computern erfasst, wobei die hebräischen Schriftzeichen durch überall verfügbare Schriftzeichen dargestellt wurden (Betacode). Diese Textversion hieß nach den beiden Universitäten Michigan-Claremont-Text. Robert Kraft (University of Pennsylvania), Emanuel Tov (Hebräische Universität Jerusalem) und J. Alan Groves (Westminster Theological Seminary, Pennsylvania) überarbeiteten den Text weiter und stellten die genaue Übereinstimmung mit dem handschriftlichen Original des Codex L sicher; außerdem wurden weitere textkritische Details hinzugefügt. Das J. Alan Groves Center for Advanced Biblical Research führt nach dem Tod von Groves im Jahr 2007 diese Arbeit weiter. Der WLC ist das Ergebnis nach Konvertierung in Unicode.

### Ausgaben (Text und Masora)
- Biblia Hebraica (Kittel) (BHK3)
- Biblia Hebraica Stuttgartensia (BHS)
- Biblia Hebraica Quinta (BHQ)
- Aron Dotan: Thesaurus of the Tiberian Masora — A Comprehensive Alphabetical Collection of Masoretic Notes to the Tiberian Bible Text of the Aaron Ben Asher School: Sample Volume: The Masora to the Book of Genesis in the Leningrad Codex, Tel Aviv 1977.
- Aron Dotan: Biblia Hebraica Leningradensia: Prepared according to the vocalization, accents, and masora of Aaron ben Moses ben Asher in the Leningrad Codex. Leiden 2001.
- Gérard E. Weil: Massorah Gedolah iuxta codicem Leningradensem B 19 a. Rom 1971.

### Sekundärliteratur
- S. Baer, H. L. Strack (Hrsg.): Die Dikduke ha-Teamim des Ahron ben Moscheh ben Ascher und andere alte grammatisch-massorethische Lehrstücke zur Feststellung eines richtigen Textes der hebräischen Bibel. Leipzig 1879 (hebrewbooks.org).
- M. Beit-Arié, C. Sirat, M. Glatzer: Codices Hebraicis Litteris Exarati Quo Tempore Scripti Fuerint Exhibentes, Vol. 1, Jusqu’à 1020 (Monumenta Palaeographica Medii Aevi, Series Hebraica); Brepols 1997, S. 114–131.
- David Noel Freedman, Astrid B. Beck, James A. Sanders (Hrsg.): The Leningrad Codex. A Facsimile Edition. Eerdmans u. a., Grand Rapids MI u. a. 1998, ISBN 9-00-410854-8.
- Christian David Ginsburg: Introduction to the Massoretico-Critical Edition of the Hebrew Bible. London 1897 (archive.org).
- A. Harkavy, H. L. Strack: Catalog der hebräischen Bibelhandschriften der kaiserlichen öffentlichen Bibliothek. St. Petersburg / Leipzig 1875 (archive.org).
- David Marcus: Scribal Wit. Aramaic Mnemonics in the Leningrad Codex (= Texts and Studies. 3,10). Gorgias Press, Piscataway/NJ 2013, ISBN 978-1-61143-904-5.
- E.M. Pinner: Prospectus der der Odessaer Gesellschaft für Geschichte und Alterthümer gehörenden ältesten hebräischen und rabbinischen Manuscripte. Odessa 1845 (sammlungen.ub.uni-frankfurt.de [PDF; 29,9 MB]).